# Солтановский, Борис Порфирьевич
Борис Порфирьевич Солтановский (13 мая 1905, Голованевск, Подольская губерния — 23 апреля 1954, Одесса) — советский военный деятель, генерал-майор авиации, участник Великой Отечественной войны.

## Биография
Борис Порфирьевич Солтановский родился 13 мая 1905 года в местечке Голованевск (ныне — Кировоградская область Украины). В 1921—1922 годах проходил срочную службу в Рабоче-Крестьянской Красной Армии. В 1927 году был призван на службу в Военно-морской флот СССР. В 1929 году окончил Машинную школу Учёбного отряда Морских сил Чёрного моря, в 1933 году — военно-политические курсы при Военно-морском инженерном училище имени Ф. Э. Дзержинского. Служил на военно-политических должностях в различных частях военно-морской авиации. К началу Великой Отечественной войны являлся начальником Политотдела 29-й авиационной бригады ВВС Тихоокеанского флота.
В апреле 1943 года Солтановский был направлен на Балтийский флот, где был назначен заместителем начальника Политотдела флотиских ВВС. Проводил большую работу по мобилизации лётно-технического состава на выполнение поставленных перед ним боевых задач, организации работы политотделов дивизией и политаппарата частей. В преддверии операции по окончательному снятию блокады во главе группы политработников находился в боевых частях, внеся значительный вклад в дело укрепления воинской дисциплины, разъяснении целей и задач военнослужащим в ходе планируемых боевых действий.
После окончания войны продолжал службу в Военно-морском флоте СССР. В 1948—1950 годах являлся начальником Политотдела — заместителем по политической части начальника Военно-морского минно-торпедного авиационного училища авиации в Николаеве. С апреля 1950 года возглавлял Политотдел ВВС Черноморского флота. В июне 1953 года вышел в отставку. Умер 23 апреля 1954 года. Похоронен на 2-м Христианском кладбище в Одессе.

## Награды
- Орден Ленина (26 февраля 1953 года);
- Орден Красного Знамени (5 ноября 1946 года);
- Орден Отечественной войны 1-й степени (27 февраля 1944 года);
- Орден Отечественной войны 2-й степени (18 мая 1945 года);
- Орден Красной Звезды (3 ноября 1944 года);
- Медали «За оборону Ленинграда», «За взятие Кёнигсберга» и другие медали.